# Mađarska ženska rukometna reprezentacija
Mađarska ženska rukometna reprezentacija predstavlja državu Mađarsku u športu rukometu.
Krovna organizacija:

## Nastupi naOI
- 1976. - Srebro
- 1996. - Srebro
- 2000. - Srebro

## Nastupi naSP
- 1957. - Srebro
- 1965. - Zlato
- 1975. - Bronca
- 1978. - Bronca
- 1982. - Srebro
- 1995. - Srebro
- 2003. - Srebro
- 2005. - Bronca

## Nastupi naEP
- 1994. - ...
- 1996. - ...
- 1998. - Bronca
- 2000. - Zlato
- 2002. - ...
- 2004. - Bronca
- 2006. – 5.